# Marek Eisner
Marek Eisner (ur. 18 sierpnia 1907 w Borszczowie, zm. 18 maja 1994 w Szczecinie) – polski lekarz, endokrynolog, profesor Pomorskiej Akademii Medycznej w Szczecinie.

## Życiorys
Marek Eisner studiował w Wiedniu i Warszawie. W czasie okupacji niemieckiej podczas II wojny światowej ukrywał się przed Niemcami.
W roku 1946 przyjechał do Szczecina. Był pierwszym kierownikiem Kliniki Endokrynologii Pomorskiej Akademii Medycznej (obecnie Pomorski Uniwersytet Medyczny), na której był również wykładowcą z dziedziny internistycznej. Pracował przez wiele lat jako kierownik III Kliniki Chorób Wewnętrznych w Samodzielnym Publicznym Wojewódzkim Szpitalu na Arkońskiej. W 1992 został uhonorowany tytułem doktora honoris causa Pomorskiej Akademii Medycznej.
Pochowany jest w kwaterze żydowskiej na cmentarzu Centralnym w Szczecinie (nr 62).

## Odznaczenie
- Złoty Krzyż Zasługi[2]

## Publikacja
- Monumenta Medicorum Pomeraniae (post mortem 2014).